# Jontez
Jontez je priimek v Sloveniji, ki ga je po podatkih Statističnega urada Republike Slovenije na dan 1. januarja 2010 uporabljalo 70 oseb.

## Znani nosilci priimka
- Franc Jontez (1853—1928), kipar, kamnosek, podobar, poslovnež
- Ivan Jontez (1902—1979), pisatelj in publicist